# Schweindorf
Schweindorf ist eine Gemeinde in der Samtgemeinde Holtriem im Landkreis Wittmund in Niedersachsen. Die Gemeinde hatte 2015 etwa 760 Einwohner und erstreckt sich auf einer Fläche von nur 5,44 Quadratkilometern. Damit ist Schweindorf die flächenkleinste Gemeinde im Landkreis Wittmund.

## Politik

### Gemeinderat
Der Rat der Gemeinde Schweindorf besteht aus neun Ratsfrauen und Ratsherren. Dies ist die festgelegte Anzahl für die Mitgliedsgemeinde einer Samtgemeinde mit einer Einwohnerzahl zwischen 501 und 1000 Einwohnern. Die neun Ratsfrauen und Ratsherren werden durch eine Kommunalwahl für jeweils fünf Jahre gewählt. Die aktuelle Amtszeit begann am 1. November 2016 und endet am 31. Oktober 2021.
Die letzte Kommunalwahl erfolgte am 12. September 2021. Alle gewählten Ratsmitglieder gehören der Wählergemeinschaft WG an.
| Partei                          | Anteilige Stimmen | Anzahl Sitze | Veränderung Stimmen | Veränderung Sitze |
| ------------------------------- | ----------------- | ------------ | ------------------- | ----------------- |
| Wählergemeinschaft Schweinsdorf | 100 %             | 9            | +0 %                | 0                 |

Die Wahlbeteiligung bei der Kommunalwahl 2021 lag mit 60,39 % über dem niedersächsischen Durchschnitt von 57,1 %.
Zum Vergleich – die Wahlbeteiligung bei der Kommunalwahl 2016 lag mit 62,52 % über dem niedersächsischen Durchschnitt von 55,5 %. Bei der vorherigen Kommunalwahl vom 11. September 2011 lag die Wahlbeteiligung bei 58,28 %.

### Bürgermeister
Der Gemeinderat wählte das Gemeinderatsmitglied Birgit Siebels-Janßen zur ehrenamtlichen Bürgermeisterin für die aktuelle Wahlperiode.

### Wappen
Blasonierung: „In Gold ein blauer Schräglinkswellenbalken; vorne oben eine rote Galerieholländerwindmühle, hinten begleitet von einer linksgeneigten, beblatteten, grünen Kornähre; unten linksgeneigt, ein zweiblättriger, grüner Eichenzweig, befruchtet mit einer Eichel.“
Seit 2014 führt auch Schweindorf ein Wappen. Es zeigt einen blauen schrägen Wellenbalken, links oben eine rote Galerieholländerwindmühle und daneben eine grüne links geneigte beblattete Kornähre und einen zweiblättrigen, grünen Eichenzweig auf goldenem Grund. Die frühere Bezeichnung (1564) Zwyndorp verweist auf das Bestimmungswort Zwin als alte Bezeichnung für einen Priel. Der schräg verlaufende blaue Wellenbalken steht für den Wasserlauf Zwin. Die Windmühle und die Kornähre stehen für das Wahrzeichen des Ortes, die sogenannte Klaashensche Mühle. Der Eichenzweig steht für die vielen bewaldeten Flächen in Schweindorf und für den alten Hochzeitsbrauch, der auf eine Verfügung des Fürsten Christian Eberhard von Ostfriesland aus dem Jahre 1697 zurückzuführen ist, wonach neu vermählte Paare eine Eiche zu pflanzen hätten. Dieser Brauch wird mit dem Hochzeitswald in Schweindorf noch heute gepflegt. Die Wappentinkturen Grün, Rot und Gold symbolisieren auch die Zugehörigkeit zur Samtgemeinde Holtriem, die diese Farben ebenfalls in ihrem Wappen führt.
Die Gestaltungsideen zum Wappen stammen vom Gemeinderatsmitglied Hans Schuster und den Entwurf (Wappenaufriss) realisierte Roland R. Tiedtke.

## Kultur und Sehenswürdigkeiten

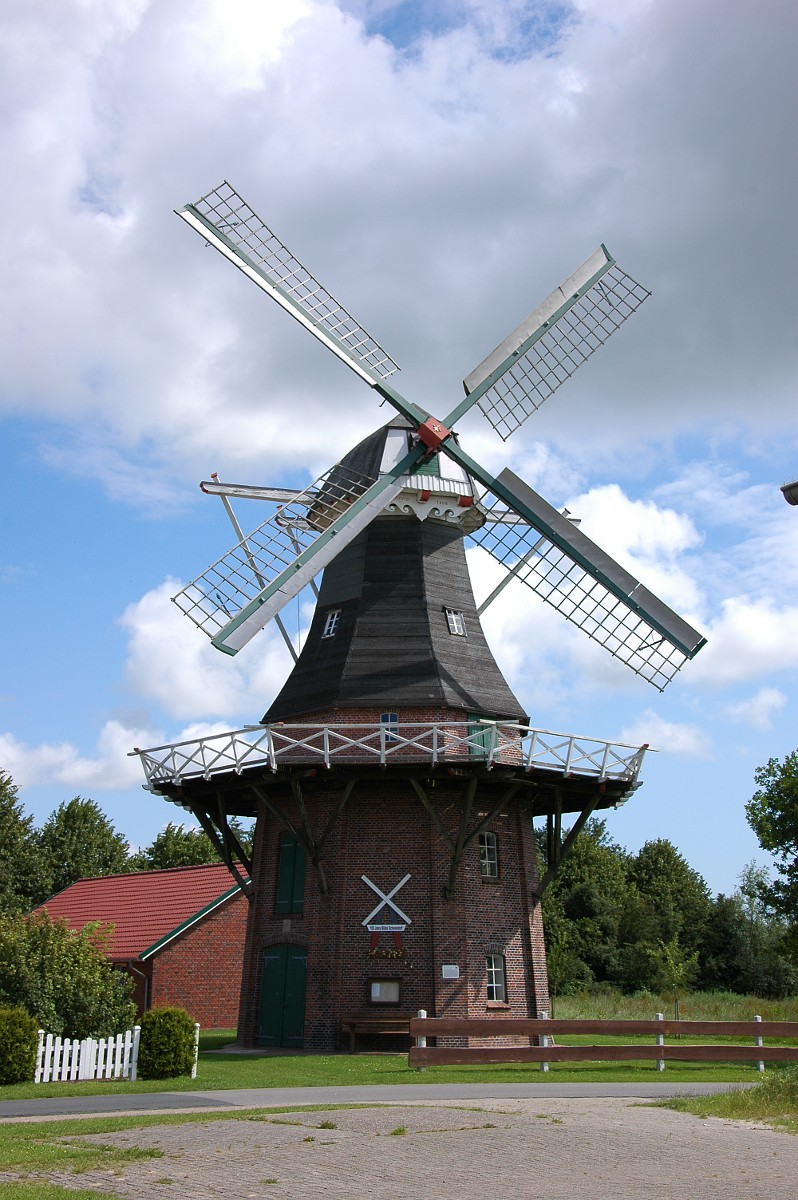
Klaashensche Mühle in Schweindorf

In Schweindorf befindet sich ein Hochzeitswald. Im Jahre 1697 wurden durch die fürstliche Verfügung des Landesherrn Christian Eberhard alle Eheleute mit ihrer Vermählung verpflichtet, einen Eichenbaum im Harlingerland zu pflanzen. So entstand im Laufe der Zeit ein Wald.
Die Gemeinde verfügt über zwei Holländerwindmühlen. Die 1907 gebaute Klaashensche Mühle wurde 1965 stillgelegt und verfiel zunehmend. Im Jahre 1992 gründete sich der Mühlenverein Schweindorf e. V. und restaurierte die Windmühle. Die zweite ebenfalls 1907 entstandene Mühle Wiebersiek ist als Mühlenstumpf mit Achtkant erhalten und wird heute als private Ferienunterkunft genutzt.
Der 1948 auf einem Acker in der Gemeinde entdeckte Runensolidus von Schweindorf zählt zu den „ältesten Sprachmonumenten im Küstenbereich der Niederlande und Deutschlands“. Er befindet sich im Besitz des Ostfriesischen Landesmuseum Emden.

## Wirtschaft und Infrastruktur
Der 1998 eröffnete Windpark Holtriem liegt zum Teil auf dem Gebiet der Gemeinde Schweindorf. Die produzierte Leistung Windparks umfasst 52,5 Megawatt und war bei seiner Eröffnung der größte Windparks Europas.

## Verkehr
Die Gemeinde befindet sich an der Landesstraße 6 zwischen Westerholt und Utarp.